# Боривоје Јонић
Боривоје Јонић (Врање, 19. фебруар 1894 — Вашингтон, септембар 1986) је био српски и југословенски пешадијски официр, пуковник Југословенске војске, командант Српске државне страже, помоћник команданта Српског ударног корпуса, учесник Првог балканског рата, Другог балканског рата, Првог светског рата (Солунац) и Другог светског рата, носилац Ордена Белог орла, Ордена Светог Саве, два Ордена Југословенске круне, Албанске споменице, Медаље за ревносну службу, Медаље за војничке врлине и ратних споменица.

## Биографија

### Образовање
Рођен је 19. фебруар 1894. у Врању, као млађи син Крсте Јонића и Софије (рођ. Вељковић). Његов старији брат је био Велибор Јонић. Основну школу и гимназију је похађао у Јагодини и Београду, а 1911. године је постао питомац XLIV класе Ниже школе Војне академије у Београду.

### Ратови за ослобођење и уједињење (1912—1918)
Прекинуто му је школовање у септембру 1912. године, услед избијања Првог балканског рата, а Јонић је распоређен на место ађутанта команданта батаљона, затим каплара и поднаредника-питомца Трећег батаљона Првог пешадијског пука II позива.
Други балкански рат је провео као водни официр прве чете Трећег батаљона Првог пешадијског пука II позива. Завршио је накнадни курс 20. јула 1914. године, којим му је призната завршена Нижа школа Војне академије, те је добио чин поручника пешадије. Одмах након завршеног курса, постављен је за водног официра у пешадијској чети 4. батаљона Седмог пешадијског пука II позива.
Од 1. септембра 1914. године је био на дужности заступника команданта батаљона резервних трупа у Нишу. Био је ађутант команданта Првог прекобројног пешадијског пука од 1. децембра 1915. до 1. марта 1916. године, када је учествовао у повлачењу преко Албаније. На Крфу и Солунском фронту је завршио митраљеску обуку француске војске и постао заступник команданта митраљеског одељења 1. батаљона 21. пешадијског пука. У два наврата је рањаван у ногу, 23. септембра и 1. новембра 1916. године. При пробоју Солунског фронта је био заступник команданта пуковског митраљеског одељења Десетог пешадијског пука и на том месту остаје до 1. априла 1919. године.

### Међуратни период
Прву послератну службу добио је у Карловцу, а већ 1920. године прелази у ађутантско одељење Министарства војске и морнарице. Оженио се Олгом (рођ. Куга) и са њом имао Милицу (1921), Богдана (1923) и Душанку (1925).
Обављао је дужности командира чете, командира батаљона, одељенског старешине Ниже школе Војне академије од 2. маја 1932. до 29. октобра 1935. године, а од 7. јуна 1936. године је био командант Десетог пешадијског пука у Сарајеву. Био је и помоћник команданта пешадијске подофицирске школе од 23. новембра 1938. године.
У чин пуковника је унапређен на краљев рођендан 6. септембра 1935. године.

### Други светски рат
Априлски рат 1941. године је дочекао као командант 87. пука Зетске дивизије. Заробљен је код Сарајева и одведен у заробљенички логор Oflag XIII-B код Нирнберга. Пуштен је из логора 13. децембра 1941. године, након посете Милана Аћимовића, који је обилазио логоре са заробљеним официрима Југословенске војске по упутству Милана Недића и покушао да их придобије за службу под Владом народног спаса. Један од оних који је пристао јесте био пуковник Јонић, а његов брат Велибор Јонић је већ био комесар за образовање Комесарске управе и министар просвете и вера Владе народног спаса.
При формирању Српске државне страже у фебруару 1942. године, за њеног команданта је именован дивизијски генерал Стеван Радовановић, а пуковник Јонић је постављен за помоћника команданта и уредника Гласила СДС. Јонић је 7. јуна постао вршилац дужности команданта Српске државне страже, а дужност је преузео 18. јуна. Недић га је 11. октобра 1942. године унапредио у чин генерала. Одређена немачка документа указују да Јонић: „већином ради према наредбама Драже Михаиловића и малим делом према диктату радио станице Лондон”.
На састанку који је одржан 2. октобра 1944. године у Недићевом кабинету, којем су поред Недића присуствовали Јонић, шеф кабинета генерал Миодраг Дамјановић, командант Српског добровољачког корпуса генерал Коста Мушицки и командант Српске граничне страже пуковник Људевит Погачар, пренето је саопштење немачких војних власти да престаје надлежност Владе народног спаса и да Београд од наредног дана постаје оперативна војна зона. Недић је тада саопштио Јонићу и Мушицком да њихове снаге треба да стану у састав Југословенске војске у Отаџбини, пошто: „од почетка припадају њима”. Сутрадан је Јонић одржао састанак са истакнутим командантима Српске државне страже и обавестио их о колективном преласку у редове Југословенске војске у Отаџбини.
Командант Српске државне страже je остао до 6. октобра 1944. године, када је стража расформирана, а њени припадници значајним делом приступили Југословенској војсци у Отаџбини, те је од њих формиран Српски ударни корпус. За команданта корпуса је поново одређен генерал Радовановић, док помоћник команданта изнова постаје Јонић. После неуспелог напада на Тузлу, која је требало да послужи као склониште снага ЈВуО током зиме, армијски генерал Драгољуб Михаиловић је поставио Јонића за привременог команданта Друге дивизије, услед погибије његовог претходника пуковника Драгутина Редића. Уследио је састанак у Завидовићима, 1. јануара 1945. године, на којем некадашњи припадници СДС-а одлучују да се издвоје од ЈВуО, те да затраже немачку помоћ за пребацивање до Беча. Јонић је тада поново постао командант преосталих снага СДС. Крајем фебруара, ове снаге су пребачене у Словенију и значај део је прикључен Српском добровољачком корпусу.

### Емиграција
Јонић је успео да пребегне у Италију и тамо се преда западним савезницима. Крајем 1945. и почетком 1946. године, власти ФНРЈ су доставиле Комисији Уједињених нација за ратне злочине списак имена оптужених за ратне злочине, а на њима се налазило и Јонићево име. У јуну 1945. године, боравио је у логору Форли, а касније и логору Еболи који је напустио пре краја јула 1946. године, услед сазнања да се спрема његово изручење. Тајно је боравио у Риму, одакле доцније одлази у Швајцарску.
Највећи део емигрантског живота, Јонић је провео у Сједињеним Америчким Државама. Активно је учествовао у емигрантском животу и био је ангажован у бројним емигрантским друштвима и организацијама.
Није познато када је и где Јонић преминуо, али се са извесношћу може тврдити да се то догодило у Сједињеним Америчким Државама. Постоје извори који указују на то да је умро у Вашингтону 1986. године.

## Наслеђе
У телевизијској серији Бањица из 1984. године у режији Саве Мрмка, а по сценарију Синише Павића, која се бави Бањичким логором, улогу генерала Боривоја Јонића је тумачио глумац Бранко Јеринић.

## Књиге
- Решавање борбених задатака са десетином (Загреб, 1932)

## Унапређења у чинове
| Питомац Каплар | Питомац Поднаредник | Питомац Наредник | Потпоручник   | Поручник |
| -------------- | ------------------- | ---------------- | ------------- | -------- |
|                |                     |                  |               |          |
| 1911.          | 1912.               | 1913.            | 20. јул 1914. | 1917.    |

| Капетан Друге класе | Капетан Прве класе | Мајор         | Потпуковник        | Пуковник           |
| ------------------- | ------------------ | ------------- | ------------------ | ------------------ |
|                     |                    |               |                    |                    |
| 20. април 1919.     | 14. октобар 1920.  | 28. јун 1924. | 17. децембар 1928. | 6. септембар 1935. |

### Нерегуларно унапређење
| Чин                  | Бригадни генерал  |
| Постхумно унапређење | 11. октобар 1942. |

## Одликовања
- Орден Белог орла са мачевима IV степена
- Орден Светог Саве V степена
- Орден Југословенске круне IV степена
- Орден Југословенске круне III степена
- Сребрна Медаља за ревносну службу
- Медаља за војничке врлине
- Споменица на рат 1912. године
- Споменица на рат 1913. године
- Споменица за рат ослобођења и уједињења 1914—1918. године
- Албанска споменица